# فرودگاه سوتند واتر
فرودگاه سوتند واتر (به انگلیسی: Southend Water Aerodrome) یک فرودگاه همگانی است که یک باند فرود آب دارد. این فرودگاه در کشور کانادا قرار دارد و در ارتفاع ۳۳۷ متری از سطح دریا واقع شده است.